# Гулд, Бенджамин Апторп
Бенджамин Апторп Гулд (англ. Benjamin Apthorp Gould; 27 сентября 1824, Бостон, Массачусетс, США — 26 ноября 1896, Кембридж, Массачусетс) — американский астроном.

## Биография
В 1844 окончил Гарвардский университет. В 1852 основал Отдел долгот при Береговой службе США и руководил им до 1867, в 1855—1859 гг — также директор обсерватории Дадли, в 1870—1885 гг — директор созданной им Национальной обсерватории в Кордове (Аргентина).
Учредил The Astronomical Journal — одно из ведущих астрономических периодических изданий, что издаётся до сих пор от имени Американского астрономического общества. В 1849—1861 и 1885—1896 гг. — редактор издания.
Первым предложил использовать телеграф для геодезических работ и в 1860 этим методом определил разность долгот между Европой и Америкой. В 1866 руководил определением разницы долгот между Европой и Америкой.
В 1879 опубликовал атлас и каталог 10649 южных звёзд до 7-й звёздной величины, т. н. «Аргентинскую уранометрию».
Обратил внимание и изучил (1879) кольцо из ярких звёзд, наклонённое на 18° по отношению к галактическому экватору (это кольцо позднее было названо «поясом Гулда»), оно оказалось частью местной системы Галактики (пояс обнаружил Джон Гершель в 1847).
В 1884 опубликовал зонный каталог на 73160 звёзд. В 1886 издал Аргентинский общий каталог на 32448 звёзд.
Член Национальной академии наук США (1863), иностранный член-корреспондент Петербургской академии наук (1875), иностранный член Лондонского королевского общества (1891), а также член Парижской академии наук, Бюро долгот в Париже, АН Аргентины.

## Память
В 1935 г. Международный астрономический союз присвоил имя Гулда кратеру на видимой стороне Луны.